# Exorcisme

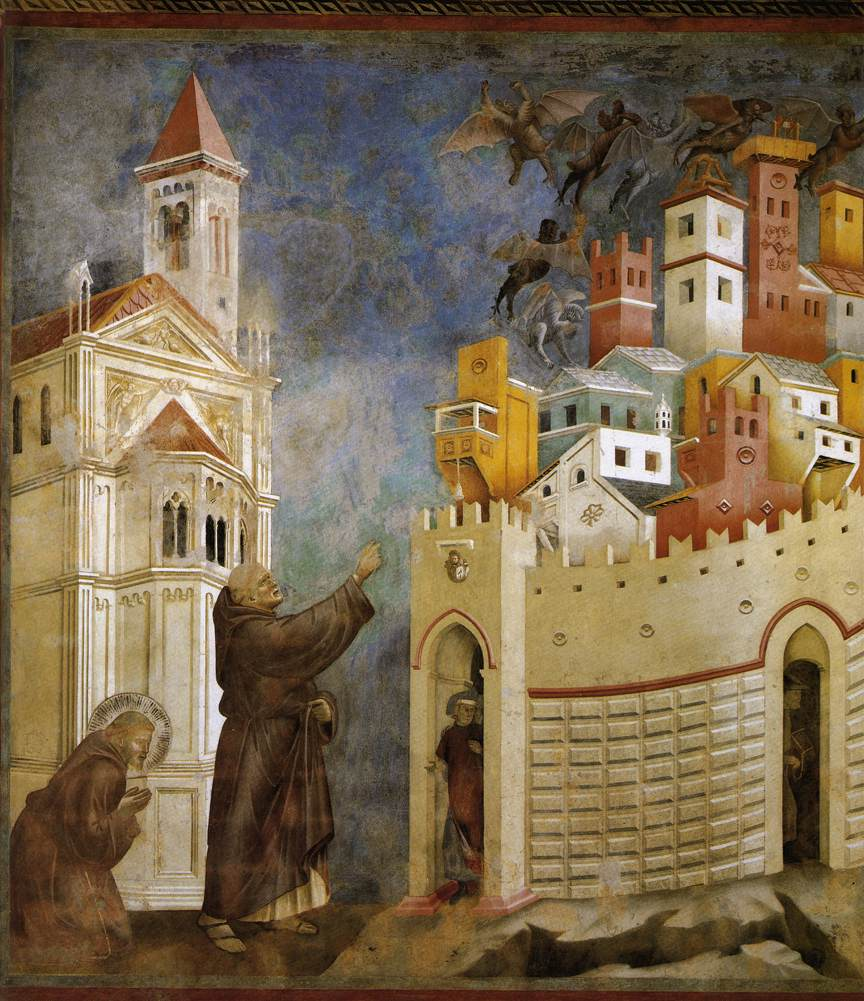
Sint Franciscus die duivels uitdrijft in Arezzo. Schilderij van Giotto

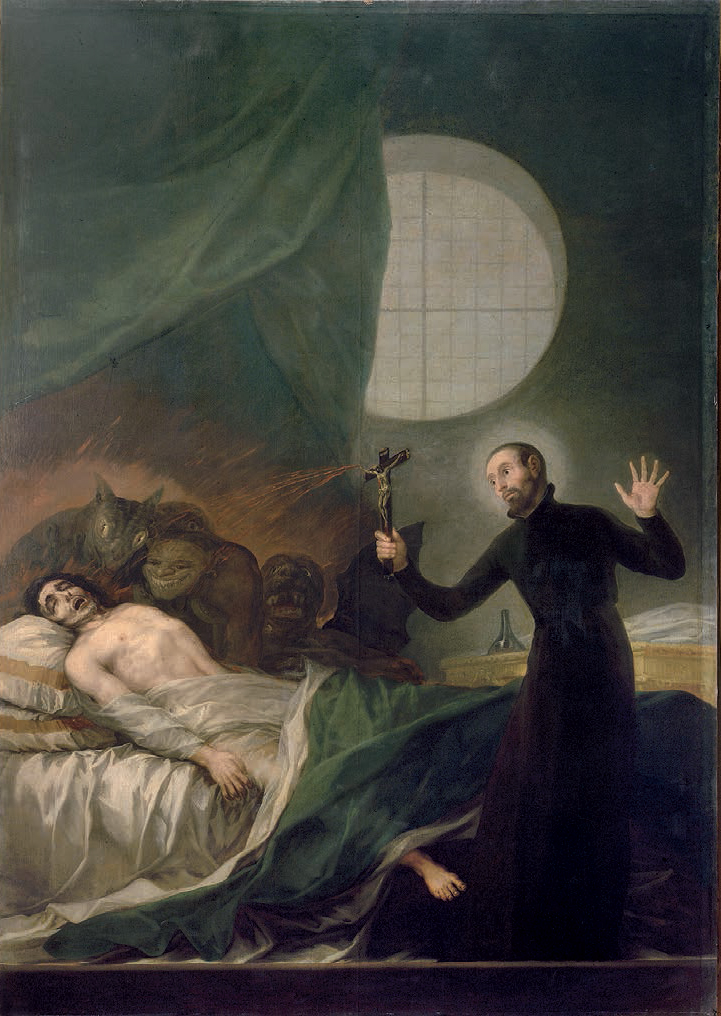
Exorcisme, Francisco de Goya

Exorcisme (v. Gr. ἐξορκιζειν = bezweren) of duiveluitbanning is een bezwering gericht tegen slechte geesten, met de bedoeling deze uit een voorwerp, een lichaam of een plaats te verdrijven. Uitdrijvingen komen voor in religies van allerlei samenlevingen. Bij de Aboriginals en Bosjesmannen bijvoorbeeld laten geesten van dieren of andere schadelijke wezens 'voorwerpen' achter in de bezetene, die de medicijnman er kan uitzuigen. Ook joodse, christelijke en islamitische tradities kennen het ritueel ('ceremonie') van het exorcisme waarbij demonen die bezit hebben genomen van personen uitgedreven worden.

## Christendom

### Katholieke Kerk
Een exorcisme of duivelbezwering is een van de sacramentalia in de Katholieke Kerk. Men spreekt van exorcisme, wanneer de Kerk in naam van Jezus Christus vraagt dat een persoon of een voorwerp beschermd mag worden tegen de greep van de Satan en aan zijn macht onttrokken zal zijn. Het exorcismegebed gaat terug op Jezus zelf die het heeft toegepast (Marcus 1,23-28). Ook de macht en de taak van de Kerk om exorcisme toe te passen zijn gebaseerd op de woorden van Jezus zelf (Marcus 3,15; 6,7-13; 16,17).
Het exorcisme wordt in eenvoudige vorm (klein exorcisme) toegepast bij de viering van het doopsel: "Wij vragen U voor dit kind: laat de invloed van de Boze er geen vat op krijgen; maak het sterk om het kwaad te overwinnen, laat het door de kracht van Jezus' sterven en verrijzen ontkomen aan de macht van de erfzonde." en bij zegeningen.
Het plechtige, zogenaamde groot exorcisme mag alleen door een priester en met toestemming van de bisschop worden uitgeoefend. De Kerk waakt erover om in deze materie de nodige voorzichtigheid aan de dag te leggen. Het exorcisme is immers bedoeld om in naam van Christus duivels uit te drijven of om iemand te bevrijden van demonische overheersing. De situatie ligt heel anders wanneer er sprake is van een psychische ziekte. De Kerk staat erop, om voordat men een exorcisme uitspreekt, na te gaan of het wel degelijk om een aanwezigheid van de duivel gaat en niet om een psychische ziekte, waarvan de behandeling onder de medische wetenschap valt. De Romeinse voorschriften voor het groot exorcisme van 1614 werden op 26 januari 1998 met toestemming van de paus gewijzigd door de Congregatie voor de Goddelijke Eredienst en de Regeling van de Sacramenten. Het nieuwe ritueel staat beschreven in De exorcismis et supplicationibus quibusdam en is onderdeel van het Rituale Romanum.
Canon 1172 van het Wetboek van Canoniek Recht van 1983 behandelt het exorcisme :
§ 1 Niemand kan op wettige wijze exorcismen over bezetenen uitspreken, tenzij hij van de plaatselijke Ordinaris hiertoe bijzonder en uitdrukkelijk verlof gekregen heeft.
§ 2 Dit verlof dient door de plaatselijk Ordinaris alleen gegeven te worden aan een priester die vroomheid, kennis en wijsheid bezit en van integere levenswandel is.
De functie van exorcist ging, vanaf het oude christendom tot enkele decennia geleden, in de Katholieke Kerk gepaard met de wijding tot exorcist, de laatste van de vier Lagere Wijdingen.
"Exorcisme" is afgeleid van het Griekse voorzetsel ek (uit) met het werkwoord horkizo wat betekent "Ik laat [iemand] zweren" of ""ik bezweer".

### Anglicaanse Kerk
In 1974 stelde de Kerk van Engeland de "Deliverance Ministry" (bevrijdingsbediening) in. Elk diocees (bisdom) van het land kreeg hierbij een team speciaal in exorcisme en psychiatrie opgeleide mensen ter beschikking. Volgens vertegenwoordigers van die groep waren echte behandelingen met exorcisme vrijwel nooit nodig, en konden de meeste gevallen op een conventionele wijze verklaard worden. Toch worden zegeningen over mensen uitgesproken, maar dan vooral om psychologische redenen.
In de Episcopaalse Kerk voorziet "The Book of Occasional Services" (Het Boek voor occasionele diensten) de mogelijkheid van exorcisme, maar schrijft niet echt een ritueel voor en richt ook geen speciale functie als exorcist in.
De speciaal voor de diocese aangestelde 'exorcisten' blijven vaak na hun pensioen hun rol spelen. Anglicaanse priesters mogen echter geen uitdrijvingen verrichten zonder toestemming van de bisschop.

### Protestantisme
Het exorcisme speelt ook een rol in een aantal vrij groepen en binnen charismatische en pinksterkerken. Het is in deze kring begonnen met de christelijke gebedsgenezingsbeweging van Möttlingen in Württemberg, onder invloed van Johann Christoph Blumhardt (1805–1880), die tot inzicht kwam dat vele ziekten, met name geestesziekten, veroorzaakt werden door bezetenheid door demonen. In de overtuiging ‘Jesus ist Sieger’ wist hij vele duivelen bij patiënten uit te werpen. Methodes zijn vooral bidden en handoplegging.

## Islam
Binnen de islam wordt exorcisme ook toegepast. Moslims noemen het in het Arabisch al-ruqya al-sharʿiyya (een exorcist wordt rāqī genoemd). Daarbij wordt gebruikgemaakt van verzen uit de Koran om de duivel en kwaadaardige demonen uit te drijven. Ook wordt deze praktijk gebruikt om tovenarij en het boze oog ongedaan te maken.

## Spiritisme

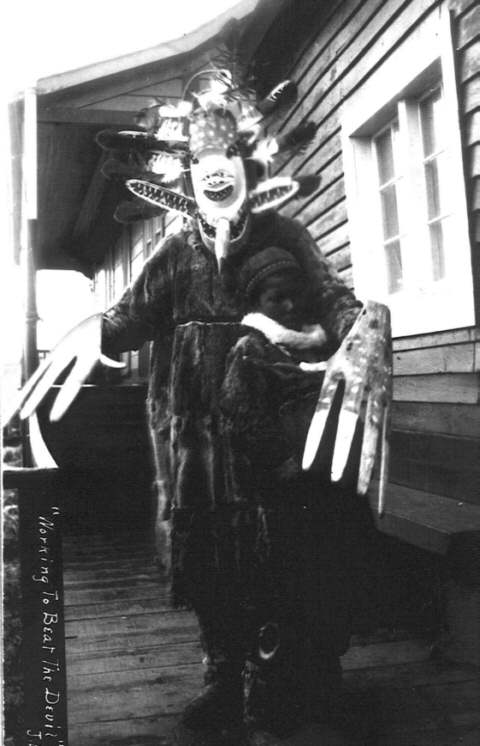
Eskimo-medicijnman drijft kwade geesten uit bij een jongen, ca. 1890

Ook binnen het spiritisme kan van exorcisme sprake zijn. Met behulp van een medium wordt een goede geest opgeroepen om een demon die in een mens huist te verdrijven.